# Marie Josefa Saská (1731–1767)
Marie Josefa Karolina Saská fr. Marie-Josèphe de Saxe, zdrobněle Pépa (4. listopadu 1731 Drážďany – 13. března 1767 Versailles) byla rodem saská princezna a sňatkem dauphine Francie (manželka francouzského následníka trůnu).

## Biografie

### Původ, mládí
Marie Josefa Karolina se narodila jako osmé dítě (čtvrtá dcera) z patnácti potomků saského a polského krále Augusta Fridricha II. a jeho manželky Marie Josefy Habsburské (dcery císaře Josefa I.) Její starší sestra Marie Amálie se provdala za infanta Carlose, budoucího španělského krále Karla III. Druhá její sestra Marie Markéta zemřela v mládí, další starší sestra Marie Anna Žofie se stala bavorskou kurfiřtkou. Mladší sestry Marie Kristina a Marie Kunigunda se staly abatyšemi. Jediný přeživší bratr Fridrich Kristián se stal roku 1763 saským kurfiřtem, vládl však pouze 74 dnů.

### Manželství, potomci
9. února roku 1747 se ve Versailles provdala za francouzského dauphina Ludvíka Ferdinanda. Bylo to již druhé následníkovo manželství, jeho první manželkou byla španělská infantka Marie Tereza, jež zemřela při porodu jejich jediné dcery; ta ve dvou letech zemřela rovněž. Plán na manželství mezi Marií Josefou a Ludvíkem Ferdinandem vzešel od strýce nevěsty, Mořice Saského a podpořila ho metresa ženichova otce, francouzského krále Ludvíka XV., Madame de Pompadour. I Ludvík XV. s návrhem souhlasil - považoval ho za výhodný pro Francii. Francie a Sasko totiž byly nepřátelskými zeměmi v nedávné válce o rakouské dědictví, takže sňatek mezi následníkem francouzského trůnu a saské princezny by mohl vést ke vzniku spojenectví mezi oběma státy. Problém však spočíval v tom, že děd Marie Josefy August II. Silný zbavil polského trůnu Stanislava I. Leszczyńského, otce královny Marie Leszczyńské a sňatek následníka trůnu, jejího syna, s Augustovou vnučkou mohl znamenat hlubokou urážku lidem milované královny. Bez ohledu na tyto konsekvence však ke sňatku nakonec došlo; ženichovi bylo 18 a nevěstě 15 let. Třebaže se znovu oženil, oplakával Ludvík Ferdinand stále svou první ženu. Marie Josefa, obdařená citlivou duší, trpělivostí i bystrým intelektem, dokázala postupně získat srdce svého manžela. Stejně jako on byla hluboce nábožensky založená, vysoce morální, což ji sblížilo i s její tchyní; manželé se neradi účastnili společenských událostí a zábav, pořádaných prostopášným královským dvorem, ale dávali přednost tichým večerům, besedám, četbě, modlitbám nebo návštěvám oranžérie.
Sňatek přivedl Marii Josefu na dvůr ovládaný Madame Pompadour, královou favoritkou, původkyní jejího manželství. Nová dauphine musela udržovat dobré vztahy s Madame Pompadour i s králem, zároveň však musela brát v úvahu nenávist, kterou choval její manžel k milence svého otce. Přišla tedy do rodiny rozpolcené animozitami a napjatými vztahy: král a jeho manželka již žili odděleně; zbožná Marie Leszczyńská žila v ústraní; její dcery nepřipouštěly kritiku svého otce a Dauphin, lnoucí z celého srdce ke své matce i sestrám, si s otcem nerozuměl. Přesto nakonec dokázala vytvořit se svým manželem pevný vztah a přispěla ke sblížení krále se svým synem. Ludvík XV. svou snachu obdivoval a měl k ní velkou důvěru. Na dvoře svého tchána tak byla Marie Josefa vlivnou osobou a snovala různé intriky s členy francouzské královské rodiny s tzv. „Mesdames Tantes (Paními tetami)“ – královými dcerami Madame Adelaidou, Madame Viktorií a Madame Žofií. Byla vynikající cembalistkou obdivovanou soudobými skladateli.
Marie Josefa porodila svému manželovi osm dětí (kromě nich se další čtyři děti narodily mrtvé a jedno těhotenství skončilo potratem). Tři starší děti, dvě dcery a syn, zemřeli stejně jako jejich nevlastní sestřička rovněž v útlém dětství. Po nich se narodili tři synové, všichni budoucí králové Francie, a dvě dcery:
- syn (*/† 30. ledna 1748)
- syn (*/† 10. května 1749)
- Marie Zéphyrine (26. srpna 1750 – 1. září 1755)
- Ludvík Josef Xaver (13. září 1751 – 22. března 1761), vévoda burgundský
- dcera (*/† 9. března 1752)
- Xaver Marie Josef (8. září 1753 – 22. února 1754), vévoda akvitánský
- Ludvík August (23. srpna 1754 – 21. ledna 1793), vévoda z Berry, pozdější král Ludvík XVI., ⚭ 1770 Marie Antoinetta (2. listopadu 1755 – 16. října 1793), popraven během Francouzské revoluce
- Ludvík Stanislas Xaver (17. listopadu 1755 – 16. září 1824), hrabě z Provence, pozdější král Ludvík XVIII., ⚭ 1771 Marie Josefína Savojská (2. září 1753 – 13. listopadu 1810)
- syn (*/† 1756)
- Karel Filip (9. října 1757 – 6. listopadu 1836), hrabě z Artois, pozdější král Karel X., ⚭ 1773 Marie Tereza Savojská (31. ledna 1756 – 2. června 1805)
- Marie Klotilda (23. září 1759 – 7. března 1802), ⚭ 1775 Karel Emanuel IV. (24. května 1751 – 6. října 1819), vévoda savojský, v letech 1796–1802 sardinský král
- syn (*/† 1762)
- Alžběta Filipína Marie Helena (3. května 1764 – 10. května 1794), svobodná a bezdětná, popravena během Francouzské revoluce

Narození první dcery znamenalo pro rodiče velkou radost, třebaže král byl rozladěn, že se nenarodil chlapec. O rok později přišel na svět dlouho očekávaný syn, Ludvík Xavier. Chlapec byl Mariinou největší radostí – byla na něj velmi hrdá, zahrnovala ho veškerou svou mateřskou lásku a nedokázala zakrýt to, že ho preferuje mezi všemi svými dětmi; tím velmi trpěl její další syn Ludvík August (budoucí král Ludvík XVI.). V devíti letech však malý princ spadl s koně a zlomil si nohu; zranění se sice vyhojilo, ale chlapec od té doby kulhal. V předjaří roku 1761 se na noze objevil otok či nádor, který se rozšířil po celé končetině; prince operovali, přesto však v březnu roku 1761 zemřel. Smrt nejstaršího syna v roce byla pro ni Marii Josefu velkou ranou, se kterou se přesto dokázala vyrovnat díky své hluboké víře. Nezůstalo však jen při této tragické události: Sasko, její rodná země, bylo napadeno Pruskem a 20. prosince roku 1765 zemřel její manžel.
Marii Josefu jeho smrt velmi zasáhla. Aby pomohl překonat její smutek, dovolil jí král změnit apartmány; z místností, kde přebývala s manželem, se přestěhovala do komnat, jež předtím obývala v roce 1764 zesnulá Madame de Pompadour. Tam král navštěvoval svou snachu častěji než před smrtí Ludvíka Ferdinanda a probíral s ní plánované manželství jejího nejstaršího žijícího syna Ludvíka Augusta a rakouskou arcivévodkyní Marií Antonií. Nedlouho po manželově smrti začala Marie Josefa churavět; dostala stejně jako její manžel souchotě a zemřela sotva rok a půl po něm. Pochována byla v královské kryptě v bazilice Saint-Denis, místě posledního odpočinku francouzských králů.

## Vývod z předků
|                    |                                         |  |                           |                                          |  |  |  |  |  |  |  | Jan Jiří II. Saský |
|                    |                                         |  |                           |                                          |  |  |  |  |  |  |  |                    |
|                    | Jan Jiří III. Saský                     |  |                           |                                          |  |  |  |  |  |  |  |                    |
|                    |                                         |  |                           |                                          |  |  |  |  |  |  |  |                    |
|                    |                                         |  |                           | Magdaléna Sibyla Braniborsko-Bayreuthská |  |  |  |  |  |  |  |                    |
|                    |                                         |  |                           |                                          |  |  |  |  |  |  |  |                    |
|                    | August II. Silný                        |  |                           |                                          |  |  |  |  |  |  |  |                    |
|                    |                                         |  |                           |                                          |  |  |  |  |  |  |  |                    |
|                    |                                         |  |                           | Frederik III. Dánský                     |  |  |  |  |  |  |  |                    |
|                    |                                         |  |                           |                                          |  |  |  |  |  |  |  |                    |
|                    | Anna Žofie Dánská                       |  |                           |                                          |  |  |  |  |  |  |  |                    |
|                    |                                         |  |                           |                                          |  |  |  |  |  |  |  |                    |
|                    |                                         |  |                           | Žofie Amálie Brunšvická                  |  |  |  |  |  |  |  |                    |
|                    |                                         |  |                           |                                          |  |  |  |  |  |  |  |                    |
|                    | August III. Polský                      |  |                           |                                          |  |  |  |  |  |  |  |                    |
|                    |                                         |  |                           |                                          |  |  |  |  |  |  |  |                    |
|                    |                                         |  |                           | Erdman August Braniborsko-Bayreuthský    |  |  |  |  |  |  |  |                    |
|                    |                                         |  |                           |                                          |  |  |  |  |  |  |  |                    |
|                    | Kristián Arnošt Braniborsko-Bayreuthský |  |                           |                                          |  |  |  |  |  |  |  |                    |
|                    |                                         |  |                           |                                          |  |  |  |  |  |  |  |                    |
|                    |                                         |  |                           | Sophie of Brandenburg-Ansbach            |  |  |  |  |  |  |  |                    |
|                    |                                         |  |                           |                                          |  |  |  |  |  |  |  |                    |
|                    | Kristýna Eberhardýna z Hohenzollernu    |  |                           |                                          |  |  |  |  |  |  |  |                    |
|                    |                                         |  |                           |                                          |  |  |  |  |  |  |  |                    |
|                    |                                         |  |                           | Eberhard III. Württemberský              |  |  |  |  |  |  |  |                    |
|                    |                                         |  |                           |                                          |  |  |  |  |  |  |  |                    |
|                    | Žofie Luisa Württembersko-Winnentalská  |  |                           |                                          |  |  |  |  |  |  |  |                    |
|                    |                                         |  |                           |                                          |  |  |  |  |  |  |  |                    |
|                    |                                         |  |                           | Anna Kateřina Dorotea Salmsko-Kyrburská  |  |  |  |  |  |  |  |                    |
|                    |                                         |  |                           |                                          |  |  |  |  |  |  |  |                    |
| Marie Josefa Saská |                                         |  |                           |                                          |  |  |  |  |  |  |  |                    |
|                    |                                         |  |                           |                                          |  |  |  |  |  |  |  |                    |
|                    |                                         |  | Ferdinand III. Habsburský |                                          |  |  |  |  |  |  |  |                    |
|                    |                                         |  |                           |                                          |  |  |  |  |  |  |  |                    |
|                    | Leopold I. Habsburský                   |  |                           |                                          |  |  |  |  |  |  |  |                    |
|                    |                                         |  |                           |                                          |  |  |  |  |  |  |  |                    |
|                    |                                         |  |                           | Marie Anna Španělská                     |  |  |  |  |  |  |  |                    |
|                    |                                         |  |                           |                                          |  |  |  |  |  |  |  |                    |
|                    | Josef I. Habsburský                     |  |                           |                                          |  |  |  |  |  |  |  |                    |
|                    |                                         |  |                           |                                          |  |  |  |  |  |  |  |                    |
|                    |                                         |  |                           | Filip Vilém Falcký                       |  |  |  |  |  |  |  |                    |
|                    |                                         |  |                           |                                          |  |  |  |  |  |  |  |                    |
|                    | Eleonora Magdalena Falcko-Neuburská     |  |                           |                                          |  |  |  |  |  |  |  |                    |
|                    |                                         |  |                           |                                          |  |  |  |  |  |  |  |                    |
|                    |                                         |  |                           | Alžběta Amálie Hesensko-Darmstadtská     |  |  |  |  |  |  |  |                    |
|                    |                                         |  |                           |                                          |  |  |  |  |  |  |  |                    |
|                    | Marie Josefa Habsburská                 |  |                           |                                          |  |  |  |  |  |  |  |                    |
|                    |                                         |  |                           |                                          |  |  |  |  |  |  |  |                    |
|                    |                                         |  |                           | Jiří Brunšvicko-Lüneburský               |  |  |  |  |  |  |  |                    |
|                    |                                         |  |                           |                                          |  |  |  |  |  |  |  |                    |
|                    | Jan Fridrich Brunšvicko-Lüneburský      |  |                           |                                          |  |  |  |  |  |  |  |                    |
|                    |                                         |  |                           |                                          |  |  |  |  |  |  |  |                    |
|                    |                                         |  |                           | Anna Eleonora Hesensko-Darmstadtská      |  |  |  |  |  |  |  |                    |
|                    |                                         |  |                           |                                          |  |  |  |  |  |  |  |                    |
|                    | Amálie Vilemína Brunšvicko-Lüneburská   |  |                           |                                          |  |  |  |  |  |  |  |                    |
|                    |                                         |  |                           |                                          |  |  |  |  |  |  |  |                    |
|                    |                                         |  |                           | Eduard Falcký                            |  |  |  |  |  |  |  |                    |
|                    |                                         |  |                           |                                          |  |  |  |  |  |  |  |                    |
|                    | Benedikta Jindřiška Falcko-Simmernská   |  |                           |                                          |  |  |  |  |  |  |  |                    |
|                    |                                         |  |                           |                                          |  |  |  |  |  |  |  |                    |
|                    |                                         |  |                           | Anna Gonzagová                           |  |  |  |  |  |  |  |                    |
|                    |                                         |  |                           |                                          |  |  |  |  |  |  |  |                    |